# بيل روجرز (لاعب غولف)
بيل روجرز (بالإنجليزية: Bill Rogers)‏ هو لاعب غولف أمريكي، ولد في 10 سبتمبر 1951 في واكو في الولايات المتحدة.

## وصلات خارجية
- بيل روجرز على موقع رابطة لاعبي الغولف المحترفين (الإنجليزية)
- بيل روجرز على موقع رابطة اليابان للاعبي الغولف المحترفين (الإنجليزية)
- بيل روجرز على موقع إن إن دي بي (الإنجليزية)